# スライドショー
スライドショー（英: slideshow）は、選択した一連の画像を順次表示するもので、芸術的目的や実用的目的に利用される。スライドとショーを結合した造語であり、スライドを使ったことからこのように呼ばれた。"Slideshow" という言葉は1973年の辞書にはないが、Office 2000 や Office XP の Microsoft Word ではスペルチェックにパスする単語として認知されている。

## 概要
スライドショーはスライド映写機やオーバーヘッドプロジェクタといった装置を使って実施されるか、最近ではプレゼンテーションソフトウェアを実行するコンピュータを使って行われる。スライドは映画館のスクリーンに投影する幻灯機が起源であり、初期の出し物の1つであった。現在でも旧式な映画館では本編や予告編映画の上映の前に、非常口や禁煙など観客への案内や広告が上映されることはある。また結婚披露宴の出し物としてマルチスライドと呼ばれる複数（大抵は2台）の映写機によってカップルの経歴紹介が行われることがあった。専門の制作プロダクションもあり、コダック社からはマルチスライド専用映写機が販売されていたこともある。透過フイルムによるスライドショーはビジネスプレゼンテーションのほか、教育訓練、学会発表（背景が青で文字が白抜きの、通称ブルースライド）でも盛んに用いられ、その後のプレゼンテーションソフトの需要につながった。
うまく構成されたスライドショーは発表者の口頭での弁舌に画像の説得力を加えることができる。「百聞は一見にしかず」の格言通り、1つの画像が口で詳細に説明するよりも聴衆を納得させることができる。スライドショーによるプレゼンテーションを成功させるには、弁舌の才能だけでなく、事前の準備や練習が重要となる。
実用的な目的では、プレゼンテーションソフトウェアを使うことが多く、その利点を生かして音響効果やアニメーション効果を加えることができる。通常プレゼンテーションのポイントはスライド上に全て記され、発表者の話す内容に同期して進行していく。
スライドショーには芸術的利用法もある。スクリーンセーバーとしての利用、博物館での動的展示での利用、インスタレーションなどがある。デイヴィッド・バーン らは PowerPoint を使った芸術作品を制作している。

## 芸術形式としてのスライドショー
美術史の授業などでは、スライドショーを使って学生に美術作品の映像を見せて解説するという形式は古くから存在したが、美術家たちもスライドショーを使って静止映像を投射し、空間を変容させる試みをするようになった。
1960年代後半ごろから、美術館や画廊でスライドショー形式で何らかの情報を提供したり、現象学的形式としてスライドショーが使われている。ボルチモア美術館で開催されたスライドショーの展覧会の紹介文には次のようにあった。「スライド映写機と 35 mm カラーリバーサルフィルムは単純な技術だが、芸術家にとっては投影する画像/テキスト/絵画によって空間を変換する新たなツールとなった。」
必ずしも 35 mm やカラーのスライドを使わなければならないわけではないが、通常カラーのスライドが使われ、テキストの表示は画像と画像の間に挿入されることが多い。アーティストによってはそれに音声を加えている。絵画や彫刻などの自身の作品を広く紹介する目的でスライドショーにする芸術家もいる。近年、主に若いアーティストがスライドショーのコンセプトを多用するようになってきた。
スライドショー形式を使ったことのある著名な芸術家:
- バス・ヤン・アデル　Bas Jan Ader
- ダン・グラハム　Dan Graham
- ロドニー・グラハム　Rodney Graham
- ナン・ゴールディン　Nan Goldin
- ルイーズ・ローラー　Louise Lawler
- アナ・メンディエタ　Ana Mendieta
- ロバート・スミッソン　Robert Smithson

## スライドショー形式の主な芸術作品
- Homes For America (1966), Dan Graham
- Hotel Palenque (1969), Robert Smithson
- Slide Piece, (1972-1973), James Coleman
- The Ballad of Sexual Dependency (1986),Nan Goldin.